# 納貝雷日內 (特諾皮爾州)
48°51′7″N 25°13′13″E / 48.85194°N 25.22028°E
納貝雷日內（羅馬化：Naberezhne）是烏克蘭的村落，位於該國西部捷爾諾波爾州，由喬爾特基夫區負責管轄，處於德涅斯特河畔，距離科斯米林3公里，始建於1963年，面積0.58平方公里，2001年人口232。